# Narodowy przewoźnik
Narodowy przewoźnik – przedsiębiorstwo transportowe, takie jak linia lotnicza czy towarzystwo żeglugowe, które będąc zarejestrowane w danym kraju posiada specjalne prawa i przywileje, przyznane przez rząd, dla operacji międzynarodowych. Może być państwowe, bądź prywatne – wskazane przez rząd.
Pojęcie narodowego przewoźnika może być różne, w zależności od kraju, np. w Stanach Zjednoczonych nielegalne jest użycie tego określenia wobec jakiegokolwiek przedsiębiorstwa transportowego (Ustawa Antymonopolowa), jednak trzy największe linie tego kraju (American Airlines, Delta Air Lines i United Airlines) działają w ten sam sposób co narodowi przewoźnicy innych państw.

## Pochodzenie terminu
Termin narodowy przewoźnik wywodzi się z czasów, kiedy to rządy poszczególnych krajów zakładały linie lotnicze. Ze względu na wysokie koszty, jakie towarzyszą takim inwestycjom, chciały samodzielnie kierować utworzonymi liniami. Ponadto prawo lotnicze ma to do siebie, że przepisy są negocjowane pomiędzy rządami państw, odbierając liniom lotniczym prawo do wolnego rynku. W ramach międzynarodowych porozumień niejednokrotnie przyznawano przywileje narodowym przewoźnikom, co zmuszało pozostałe państwa do ich typowania. Niektóre kraje zakładały też swoje linie by pobudzić gospodarkę, w szczególności w obszarze turystyki.
Obecnie znaczenie narodowego przewoźnika jest mniejsze niż w ubiegłych dekadach, a wiele z tych przedsiębiorstw zostało już sprywatyzowanych.
Termin używany jest też w stosunku do dominujących linii lotniczych w danym kraju.

## Lista narodowych przewoźników lotniczych
| Państwo                           | Linie lotnicze                           |
| --------------------------------- | ---------------------------------------- |
| Afganistan                        | Ariana Afghan Airlines                   |
| Albania                           | Air Albania                              |
| Algieria                          | Air Algerie                              |
| Angola                            | TAAG Angola Airlines                     |
| Arabia Saudyjska                  | Saudia                                   |
| Argentyna                         | Aerolíneas Argentinas                    |
| Australia                         | Qantas                                   |
| Austria                           | Austrian Airlines                        |
| Azerbejdżan                       | Azerbaijan Airlines                      |
| Bahamy                            | Bahamasair                               |
| Bahrajn                           | Gulf Air                                 |
| Bangladesz                        | Biman Bangladesh Airlines                |
| Belgia                            | Brussels Airlines                        |
| Belize                            | Maya Island Air                          |
| Benin                             | Benin Golf Air                           |
| Bhutan                            | Druk Air                                 |
| Białoruś                          | Belavia                                  |
| Boliwia                           | Boliviana de Aviación                    |
| Botswana                          | Air Botswana                             |
| Brazylia                          | LATAM Brasil                             |
| Brunei                            | Royal Brunei Airlines                    |
| Bułgaria                          | Bulgaria Air                             |
| Burkina Faso                      | Air Burkina                              |
| Burundi                           | Air Burundi                              |
| Chile                             | LAN Airlines                             |
| Chiny                             | Air China                                |
| Chorwacja                         | Croatia Airlines                         |
| Cypr                              | Cyprus Airways                           |
| Czad                              | Toumaï Air Tchad                         |
| Czarnogóra                        | Air Montenegro                           |
| Czechy                            | Czech Airlines                           |
| Dania                             | Scandinavian Airlines System             |
| Demokratyczna Republika Konga     | Hewa Bora Airways                        |
| Dominikana                        | Pan Am World Airways Dominicana          |
| Dżibuti                           | Djibouti Airlines                        |
| Egipt                             | EgyptAir                                 |
| Ekwador                           | TAME                                     |
| Erytrea                           | Eritrean Airlines                        |
| Estonia                           | Nordica                                  |
| Etiopia                           | Ethiopian Airlines                       |
| Fidżi                             | Fiji Airways                             |
| Filipiny                          | Philippine Airlines                      |
| Finlandia                         | Finnair                                  |
| Francja                           | Air France                               |
| Gabon                             | Gabon Airlines                           |
| Gambia                            | Gambia International Airlines            |
| Ghana                             | Ghana International Airlines             |
| Grecja                            | Olympic Air                              |
| Grenlandia                        | Air Greenland                            |
| Gruzja                            | Georgian Airways                         |
| Guernsey                          | Aurigny Air Services                     |
| Gujana                            | Caribbean Airlines                       |
| Gwatemala                         | Aviateca                                 |
| Gwinea                            | Air Guinee Express                       |
| Gwinea Równikowa                  | Ecuato Guineana                          |
| Haiti                             | Tortug' Air                              |
| Hiszpania                         | Iberia                                   |
| Holandia                          | KLM                                      |
| Hongkong                          | Cathay Pacific                           |
| Indie                             | Air India                                |
| Indonezja                         | Garuda Indonesia                         |
| Irak                              | Iraqi Airways                            |
| Iran                              | Iran Air                                 |
| Irlandia                          | Aer Lingus                               |
| Islandia                          | Icelandair                               |
| Izrael                            | El Al                                    |
| Jamajka                           | Air Jamaica                              |
| Japonia                           | Japan Airlines                           |
| Jemen                             | Yemenia                                  |
| Jordania                          | Royal Jordanian                          |
| Kajmany                           | Cayman Airways                           |
| Kambodża                          | Cambodia Angkor Air                      |
| Kamerun                           | Camair-Co                                |
| Kanada                            | Air Canada                               |
| Katar                             | Qatar Airways                            |
| Kazachstan                        | Air Astana                               |
| Kenia                             | Kenya Airways                            |
| Kirgistan                         | Kyrgyzstan Airlines                      |
| Kiribati                          | Air Kiribati                             |
| Kolumbia                          | Avianca                                  |
| Komory                            | Air Comores International                |
| Kongo                             | Trans Air Congo                          |
| Korea Południowa                  | Korean Air                               |
| Korea Północna                    | Air Koryo                                |
| Kostaryka                         | Lacsa                                    |
| Kuba                              | Cubana de Aviación                       |
| Kuwejt                            | Kuwait Airways                           |
| Laos                              | Lao Airlines                             |
| Liban                             | Middle East Airlines                     |
| Liberia                           | Air Liberia                              |
| Libia                             | Libyan Airlines                          |
| Luksemburg                        | Luxair                                   |
| Łotwa                             | Air Baltic                               |
| Madagaskar                        | Air Madagascar                           |
| Makau                             | Air Macau                                |
| Malawi                            | Air Malawi                               |
| Malediwy                          | Maldivian                                |
| Malezja                           | Malaysia Airlines                        |
| Mali                              | Air Mali International                   |
| Malta                             | Air Malta                                |
| Maroko                            | Royal Air Maroc                          |
| Mauretania                        | Mauritania Airways                       |
| Mauritius                         | Air Mauritius                            |
| Meksyk                            | Aeromexico                               |
| Mjanma                            | Myanmar Airways International            |
| Mołdawia                          | Air Moldova                              |
| Mongolia                          | MIAT Mongolian Airlines                  |
| Mozambik                          | Linhas Aéreas de Moçambique              |
| Namibia                           | Air Namibia                              |
| Nauru                             | Nauru Airlines                           |
| Nepal                             | Nepal Airlines                           |
| Niemcy                            | Lufthansa                                |
| Nikaragua                         | NICA (obecnie część Avianca El Salvador) |
| Norwegia                          | Scandinavian Airlines System             |
| Nowa Zelandia                     | Air New Zealand                          |
| Oman                              | Oman Air                                 |
| Pakistan                          | Pakistan International Airlines          |
| Panama                            | Copa Airlines                            |
| Papua-Nowa Gwinea                 | Air Niugini                              |
| Peru                              | LATAM Peru                               |
| Polinezja Francuska               | Air Tahiti Nui                           |
| Polska                            | Polskie Linie Lotnicze LOT               |
| Portugalia                        | TAP Portugal                             |
| Południowa Afryka                 | South African Airways                    |
| Republika Zielonego Przylądka     | Cabo Verde Airlines                      |
| Reunion                           | Air Austral                              |
| Rosja                             | Aerofłot                                 |
| Rumunia                           | TAROM                                    |
| Rwanda                            | RwandAir                                 |
| Saint Vincent i Grenadyny         | SVG Air                                  |
| Samoa                             | Virgin Samoa                             |
| Senegal                           | Air Sénégal International                |
| Serbia                            | Air Serbia                               |
| Seszele                           | Air Seychelles                           |
| Sierra Leone                      | Sierra National Airlines                 |
| Singapur                          | Singapore Airlines                       |
| Sri Lanka                         | SriLankan Airlines                       |
| Eswatini                          | Royal Swazi National Airways             |
| Sudan                             | Sudan Airways                            |
| Surinam                           | Surinam Airways                          |
| Syria                             | Syrian Air                               |
| Szwajcaria                        | Swiss International Air Lines            |
| Szwecja                           | Scandinavian Airlines System             |
| Tadżykistan                       | Tajik Air                                |
| Tajwan                            | China Airlines                           |
| Tajlandia                         | Thai Airways International               |
| Tanzania                          | Air Tanzania                             |
| Timor Wschodni                    | Air Timor                                |
| Togo                              | Air Togo                                 |
| Trynidad i Tobago                 | Caribbean Airlines                       |
| Tunezja                           | Tunisair                                 |
| Turcja                            | Turkish Airlines                         |
| Turkmenistan                      | Turkmenistan Airlines                    |
| Turks i Caicos                    | Air Turks and Caicos                     |
| Uganda                            | Air Uganda                               |
| Ukraina                           | Ukraine International Airlines           |
| Uzbekistan                        | Uzbekistan Airways                       |
| Vanuatu                           | Air Vanuatu                              |
| Wenezuela                         | Conviasa                                 |
| Wielka Brytania                   | British Airways                          |
| Wietnam                           | Vietnam Airlines                         |
| Włochy                            | ITA Airways                              |
| Wybrzeże Kości Słoniowej          | Air Ivoire                               |
| Wyspy Owcze                       | Atlantic Airways                         |
| Wyspy Salomona                    | Solomon Airlines                         |
| Wyspy Świętego Tomasza i Książęca | STP Airways                              |
| Zjednoczone Emiraty Arabskie      | Etihad Airways                           |